# Smaky

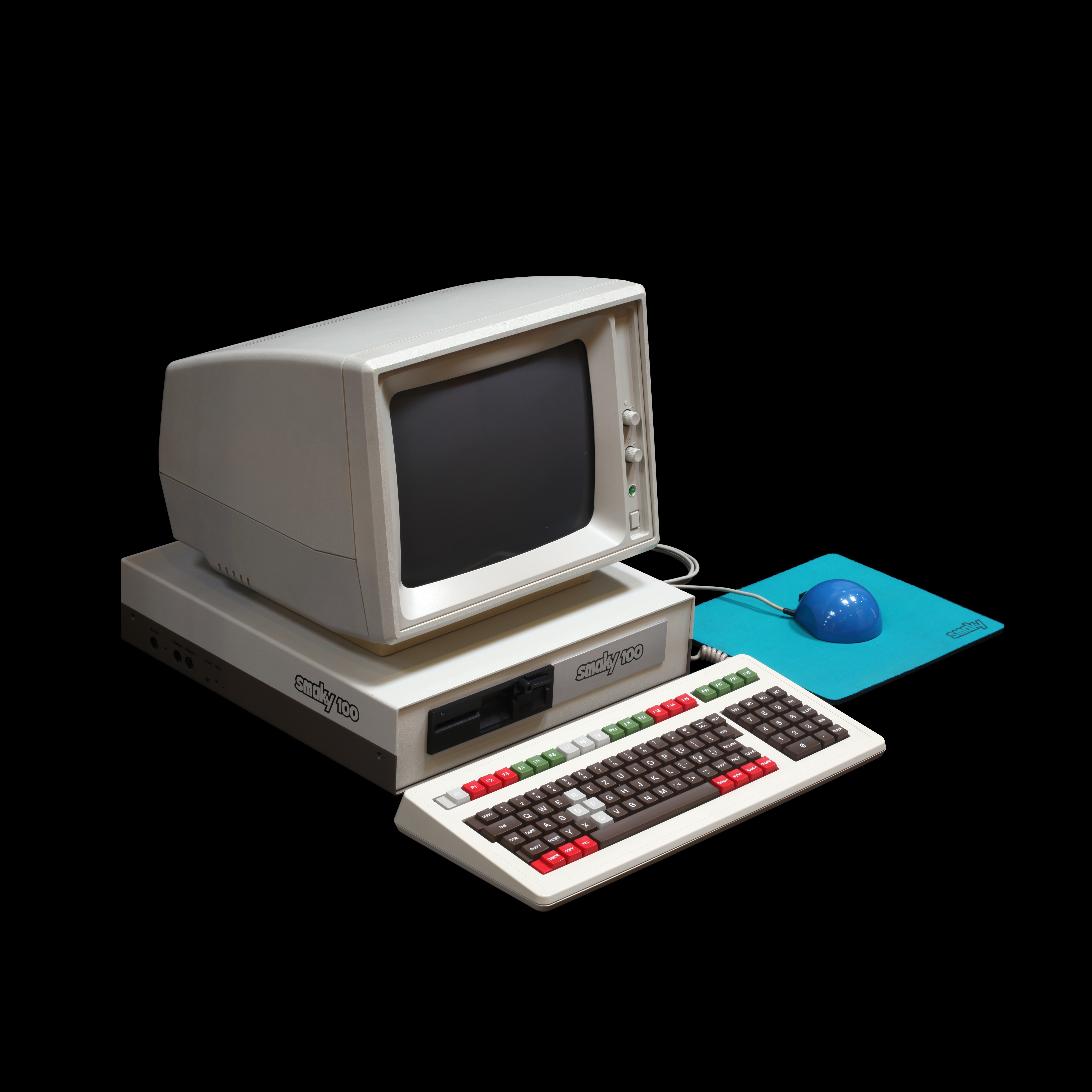
Smaky 100

Smaky — серія восьмибітних ПК, та супутних операційних систем розроблених професором Жаном Даніелем Нікодом та іншими з Федеральної політехнічної школи Лозанни що у Швейцарії починаючи з 1974. Комп'ютери використовувались у політехнічній школі Лозанни, та інших школах Швейцарії. Назва походить від англ. SMArt KeYboard, що позначає форм-фактор, коли материнська плата знаходиться в корпусі клавіатури.
Перші три моделі, Smaky 1, Smaky 2, та Smaky 4, були побудовані на процесорі Intel 8080 (Smaky 3 — прототип який не був завершеним. У 1978 Smaky перейшов на використання восьмибітного процесора Zilog Z80.
У 1981 платформа перейшла на використання 32-хбітного процесора Motorola 68000. Була написана нова операційна система, названа Psos, розроблена спеціально для цього комп'ютера.
Розробка апаратного забезпечення серії припинилась у 1995. У 2000 розробили емулятор Smaky для Microsoft Windows.

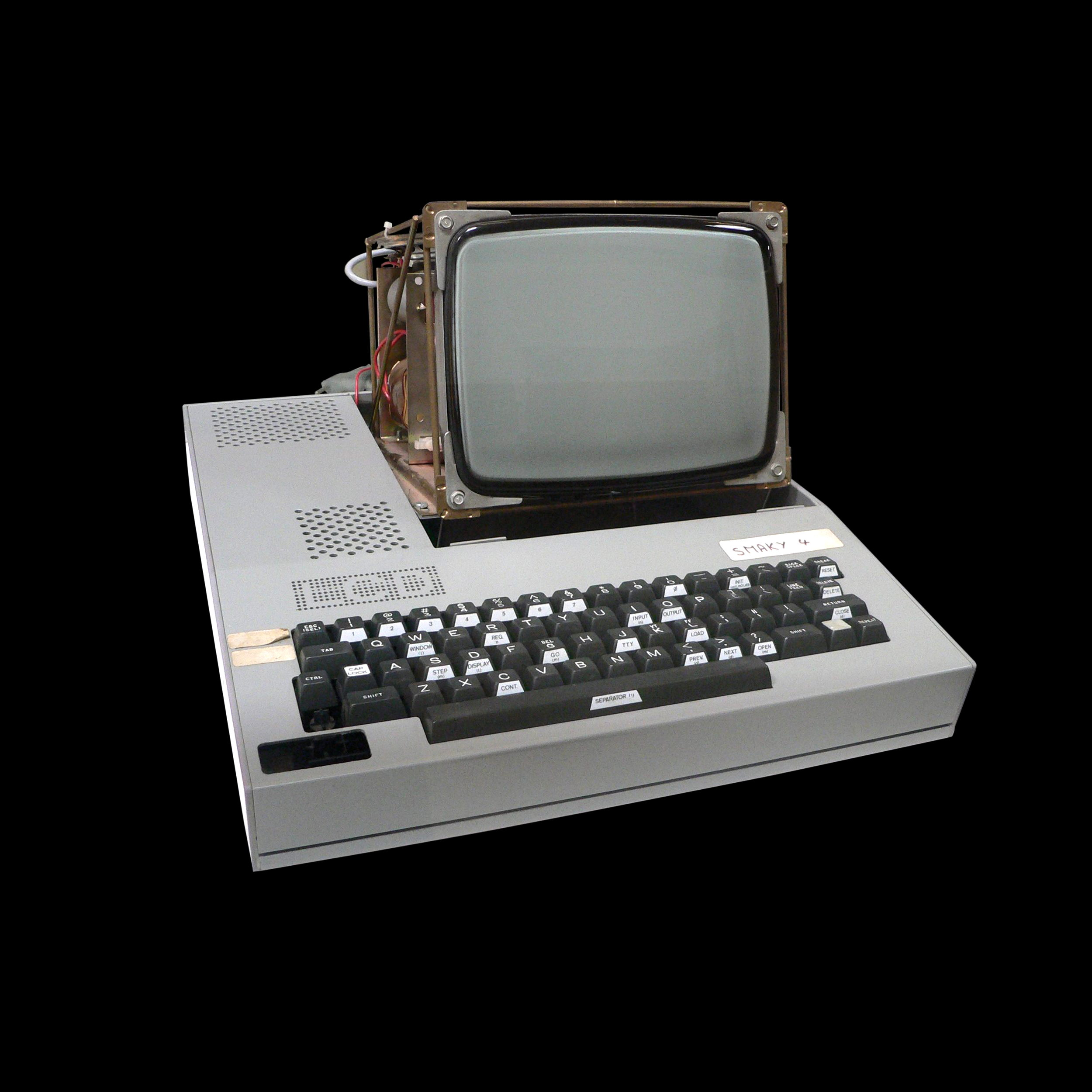
Smaky 4 (прототип)
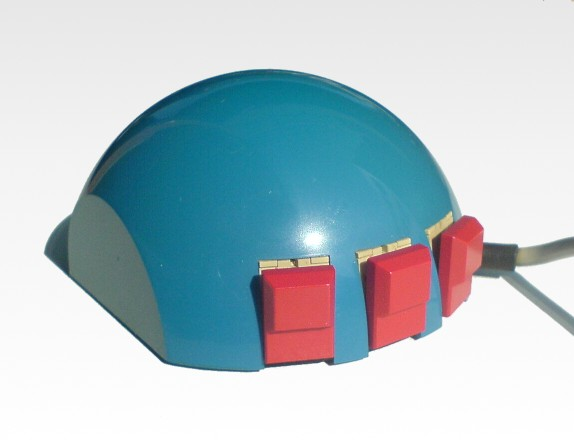
Комп'ютерна миша Smaky.
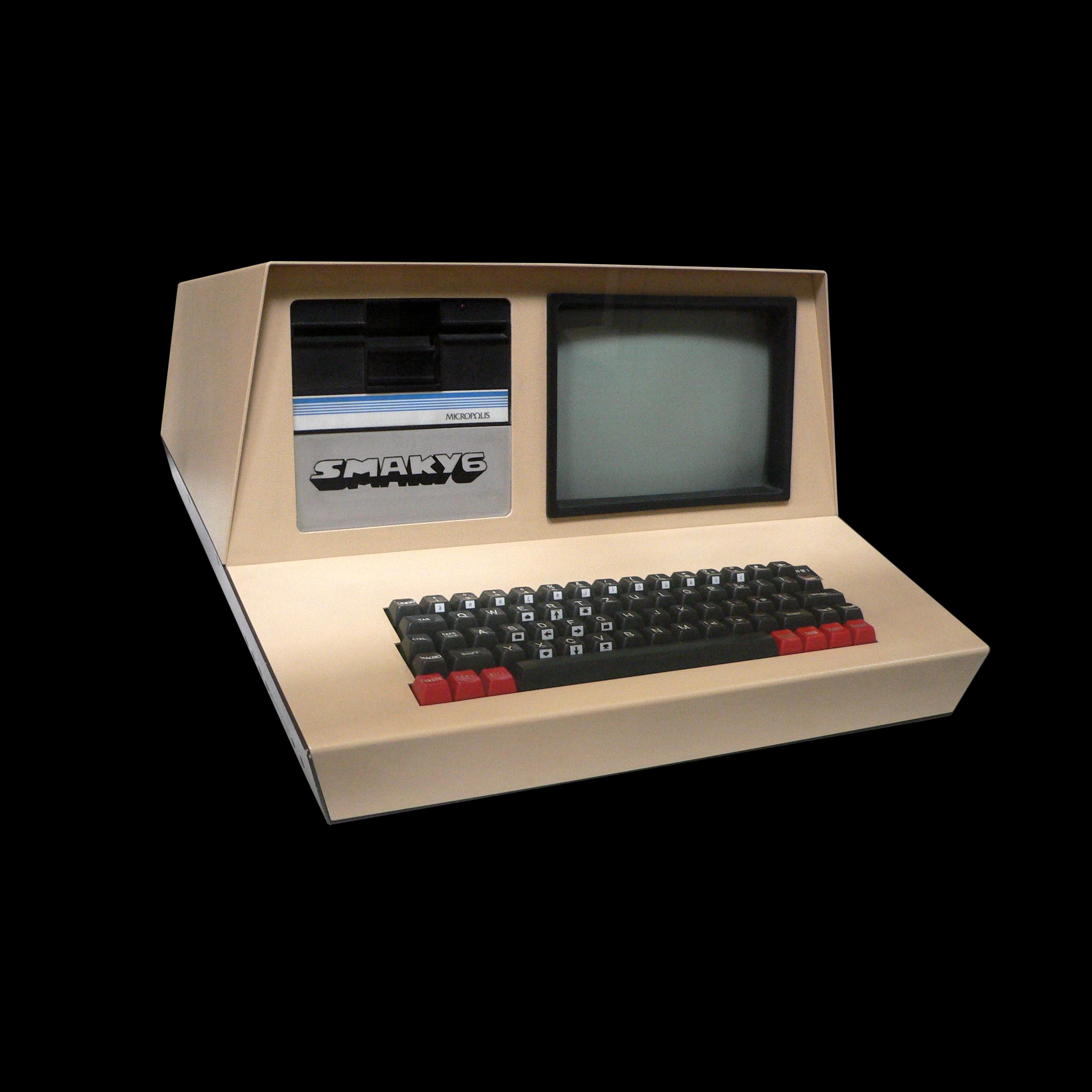
Smaky 6
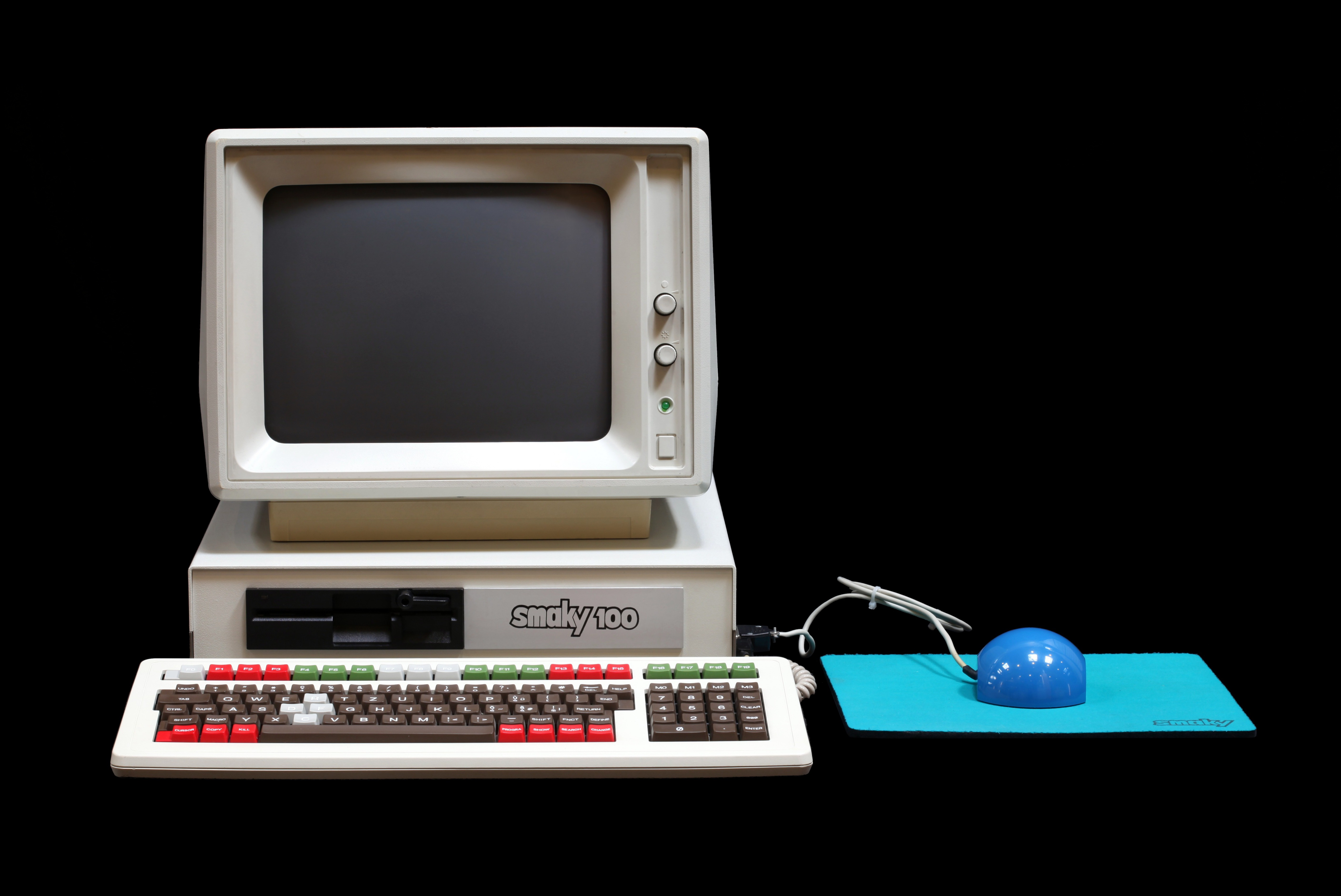
Smaky 100